# Brachynemurus hubbardii
Brachynemurus hubbardii is een insect uit de familie van de mierenleeuwen (Myrmeleontidae), die tot de orde netvleugeligen (Neuroptera) behoort. 
Brachynemurus hubbardii is voor het eerst wetenschappelijk beschreven door Currie in 1898.